# George Leo Watson
Pour les articles homonymes, voir George Watson et Watson.
George Leo Watson (13 décembre 1909, Whitby – 9 janvier 1988, à Londres) est un mathématicien britannique, qui s'est spécialisé dans la théorie des nombres.

## Formation et carrière
Watson est inscrit au Trinity College, à Cambridge, en 1927, où il reçoit un enseignement des mathématiques par S. Pollard et Abram Besicovitch. Après avoir obtenu son diplôme en 1930, il part en Inde en tant que commissaire de district à Nagpur. Là, il passe ses loisirs à l'étude des livres de théorie des nombres de Leonard Eugene Dickson et commence à travailler sur la recherche en théorie des nombres. Après l'indépendance de l'Inde, il retourne en Angleterre et enseigne au Technical College d'Acton, au sud de Londres (plus tard, il fera partie de l'Université Brunel). Harold Davenport aide Watson à obtenir un emploi en tant que chargé de cours à l'University College de Londres et est directeur de thèse de doctorat pour Watson en 1953, thèse intitulée Some topics in number theory. À l'University College de Londres, Watson est devenu en 1961 lecteur, et en 1970, professeur, puis il prend sa retraite en 1977 avec le titre de professeur émérite.

## Travaux
En 1951, il attire l'attention des mathématiciens professionnels avec une nouvelle preuve du théorème des sept cubes. la preuve de Watson est beaucoup plus simple que celle apportée en 1943 par Youri Linnik. Le théorème des sept cubes stipule que « tout entier positif suffisamment grand est la somme de sept cubes », et représente un cas particulier du Problème de Waring.

## Prix et distinctions
En 1968, Watson remporte le Prix Berwick Sénior décerné par la London Mathematical Society (LMS) pour trois de ses articles sur la théorie des nombres: Diophantine equations reducible to quadratics (1967), Non-homogeneous cubic equations (1967), et Asymmetric inequalities for indefinite quadratic forms (1968),,.

## Sélection de publications
- G. L Watson, « On indefinite quadratic forms in five variables », Proceedings of the London Mathematical Society, vol. 3, no 1,‎ 1953, p. 170–181 (DOI 10.1112/plms/s3-3.1.170)
- G. L Watson, « The representation of integers by positive ternary quadratic forms », Mathematika, vol. 1, no 2,‎ 1954, p. 104–110 (DOI 10.1112/S0025579300000589)
- « Indefinite quadratic polynomials », Mathematika, vol. 7, no 2,‎ 1960 (DOI 10.1112/S0025579300001698, lire en ligne, consulté le 28 mai 2021)
- Integral quadratic forms, Cambridge, coll. « Cambridge Tracts in Mathematics and Mathematical Physics, No. 51. », 1960[7]
- G. L Watson, « Transformations of a Quadratic Form Which Do Not Increase the Class‐Number », Proceedings of the London Mathematical Society, vol. 3, no 1,‎ 1962, p. 577–587 (DOI 10.1112/plms/s3-12.1.577)
- « The number of minimum points of a positive quadratic form », Instytut Matematyczny Polskiej Akademi Nauk, Warszawa,‎ 1971 (lire en ligne)
- « The 2-adic density of a quadratic form », Mathematika, vol. 23, no 1,‎ 1976, p. 94–106 (DOI 10.1112/S0025571300006198)
- G. L Watson, « Regular positive ternary quadratic forms », Journal of the London Mathematical Society, vol. 2, no 1,‎ 1976, p. 97–102 (DOI 10.1112/jlms/s2-13.1.97)